# Галаговые
Галаговые  (лат. Galagidae, или Galagonidae) — семейство лориобразных небольших ночных приматов. Являются близкими родственниками лориевых и ранее рассматривались как одно из их подсемейств. К галаговым относится шесть родов, в которых насчитывается 20 видов.

## Распространение
Галаговые живут в Африке южнее Сахары, но не встречаются на Мадагаскаре. В некоторых регионах их численность весьма высока и их выживанию, в целом, ничто не грозит.

## Внешность
У галаговых большие глаза, хорошее ночное зрение, острый слух, сильные задние конечности, длинный хвост. Острые уши галаговых и их мордочка напоминают кошачьи, однако их конечности приспособлены не столько к быстрому бегу, сколько к лазанию и хватанию. Шерсть мягкая и густая, а её расцветка варьируется в зависимости от вида от серебряно-коричневой до оранжево-коричневой. Для галаговых, как для всяких активных по ночам зверей, характерны очень крупные глаза. Длина хвоста составляет более половины длины туловища. Длина туловища у взрослых особей варьируется от 11 см (галаго Демидова) до почти 40 см (толстохвостый галаго), а масса — от 50 до 1500 г. Самец в среднем на десять процентов тяжелее самки.

## Поведение
Обитают в основном в верхнем ярусе тропического леса, редко опускаясь на землю. Галаговые очень подвижны и умеют прыгать на большие расстояния: на 2 метра и более, некоторые — более 5 метров. Это отличает их от лориобразных, которые менее проворны и почти не прыгают. Преимущественно временем активности галаговых является ночь, днём они малоподвижны. Бо́льшую часть дневного времени проводят в густой растительности или в древесных дуплах. Социальное поведение этих зверей весьма разнообразно. Иногда они образуют простые спальные сообщества и после этого поодиночке отправляются на поиски пищи. Иногда они сплачиваются в группы в 7–9 животных, в которых живут достаточно продолжительное время. Галаговые отличаются территориальным поведением и защищают свой ареал от вторжений чужих особей, как правило представителей того же пола. Многие виды мочат свои руки и ноги в собственной моче и, проходя по своему ареалу, метят его своим запахом. Галаговые часто кричат и эти крики разнятся в зависимости от того, что ими галаговые хотят выразить: агрессивные для отпугивания чужих особей, предупреждающие своих сородичей об опасности и прочие.

## Питание
Пища галаговых существенно различается в зависимости от вида. Некоторые питаются преимущественно насекомыми, другие — предпочитают растительную пищу: листья, фрукты или древесные соки (гумми). Кроме того, в рационе могут присутствовать мелкие птицы, яйца, мыши, ящерицы.

## Размножение
Один-два раза в год самка после четырёхмесячной беременности рожает по два, изредка три или одного, детёныша. Иногда она уединяется для родов, чтобы самец не убил потомство. Спустя четыре недели молодняк начинает пробовать первую немолочную пищу, а в 8–12 недель полностью прекращают сосать молоко. Половой зрелости галаговые достигают в возрасте 1–2 лет. В неволе их продолжительность жизни составляет 12–16 лет (толстохвостых галаго до 22 лет), в дикой природе — редко более 10 лет.

## Классификация
- Род Иглокоготные галаго (Euoticus)
  - Изящный галаго (Euoticus elegantulus)
  - Светлый иглокоготный галаго (Euoticus pallidus)
- Род Галаго (Galago)
  - Сомалийский галаго (Galago gallarum)
  - Восточный галаго (Galago matschiei)
  - Южный галаго (Galago moholi)
  - Сенегальский галаго (Galago senegalensis)
- Род Galagoides
  - Галаго Демидова (Galagoides demidoff)
  - Galagoides kumbirensis
  - Galagoides thomasi
- Род Толстохвостые галаго (Otolemur)
  - Толстохвостый галаго (Otolemur crassicaudatus)
  - Галаго Гарнетта (Otolemur garnettii)
  - Otolemur monteiri
- Род Paragalago
  - Paragalago cocos
  - Галаго Гранта (Paragalago granti)
  - Горный галаго (Paragalago orinus)
  - Paragalago rondoensis
  - Занзибарский галаго (Paragalago zanzibaricus)
- Род Sciurocheirus
  - Галаго Аллена (Sciurocheirus alleni)
  - Габонский галаго (Sciurocheirus gabonensis)
  - Sciurocheirus makandensis